# Życie to jest to
Życie to jest to (hisz. La chispa de la vida) – hiszpańsko-francusko-amerykański komediodramat z 2011 roku w reżyserii Álexa de la Iglesii.
Zdjęcia kręcono w Kartagenie. Światowa premiera filmu miała miejsce 30 listopada 2011 roku. Na ekrany polskich kin obraz wszedł 13 kwietnia 2012 roku.

## Opis fabuły
Specjalista od reklamy Roberto Gomez (José Mota) ma problemy osobiste i zawodowe. Wspomina najlepsze chwile z Luisą (Salma Hayek). Wszystko nagle zmienia tragiczny wypadek. Umierający mężczyzna postanawia sprzedać swoją śmierć. Relacjonują ją najważniejsze media.

## Obsada
- José Mota jako Roberto Gómez
- Salma Hayek jako Luisa Gómez
- Fernando Tejero jako Juan Gutiérrez "Johnny"
- Manuel Tallafé jako Claudio
- Juan Luis Galiardo jako Alfonso
- Antonio Garrido jako doktor Andrés Velasco.
- Antonio de la Torre jako Kiko Segura
- Juanjo Puigcorbé jako Álvaro Aguirre
- Blanca Portillo jako Mercedes San Román
- Carolina Bang jako Pilar Álvarez
- Eduardo Casanova jako Lorenzo Gómez
- Nerea Camacho jako Bárbara Gómez
- Joaquín Climent jako Javier Gándara
- Santiago Segura jako David Solar
- José Manuel Cervino jako prezes